# Herkules I. Monacký
Hercules I. Monacký (24. září 1562 – 29. listopadu 1604) byl vládce (pán) Monaka v letech 1589 až 1604 z rodu Grimaldi-Antibes.

## Původ
Hercules byl nejmladší ze čtyř synů Honorého I. (1522–1581) a jeho ženy Isabelly Grimaldi (narozené i provdané do rodu Grimaldi). Jeho starší bratr Karel II. se stal po smrti otce v roce 1581 pánem monackým.
Hercules měl dále dva starší bratry Františka (1557–1586) a Horáce (1558–1559) kteří ale zemřeli v dětství. Hercules se tak stal dědicem staršího bratra Karla II., který zemřel v roce 1589 ve věku 34 let.

## Rodina a osud
V roce 1595 si vzal za ženu Mariu Landini. Z manželství se narodily tři děti:
- Giovanna Maria Grimaldi (1596–1620)
- Honoré II. (1597–1662)
- Maria Claudia Grimaldi (1599–1668)

Hercules byl zavražděn v roce 1604. Jeho nástupcem se stal jeho syn Honoré II., který se v roce 1612 stal prvním monackým knížetem. Za Honorého vládl do jeho zletilosti jako regent Herkulův švagr Frederico Landi.